# Aletris yaanica
Aletris yaanica là một loài thực vật có hoa trong họ Nartheciaceae. Loài này được G.H.Yang mô tả khoa học đầu tiên năm 1987.